# تجمع السحول (مودية)

تعديل مصدري - تعديل

تجمع السحول هو "تجمع بدوي" في  عزلة مودية بمديرية مودية التابعة لمحافظة أبين، بلغ تعداد سكانها 40 نسمة حسب تعداد اليمن لعام 2004.